# 明仁天皇所獲頭銜與榮譽列表

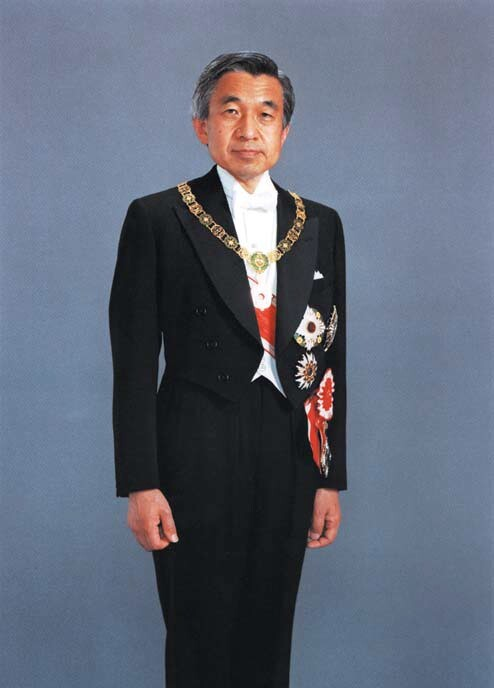
著燕尾禮服配戴勳章的明仁天皇

明仁於登基之前、在位期間以及退位之後皆獲各界頒贈許多頭銜及榮譽。其於1989年至2019年間在位，元號「平成」，期間他同時是日本神道教教團的榮譽大團長。

## 頭銜
- 1933年12月23日－1952年11月10日：繼宮親王殿下
- 1952年11月10日－1989年1月7日：皇嗣殿下
- 1989年1月7日－2019年4月30日：天皇陛下
- 2019年5月1日－目前：上皇陛下 [1]

## 榮譽

### 日本勋章奖章
- 大勋位菊花章颈饰
- 勋一等旭日桐花大绶章
- 勋一等旭日大绶章
- 勋一等瑞宝章
- 文化勋章
- 日本紅十字會金質勳章（日语：日本赤十字社金色有功章）
- 日本紅十字會名譽會員（日语：特別社員）金獎

### 外国勋章奖章

明仁天皇的金羊毛騎士紋章

明仁天皇的嘉德騎士紋章

明仁天皇的皇家六翼天使騎士紋章

- 至尊太陽勳章（英语：Order of the Supreme Sun）（阿富汗王國）
- 大十字級解放者圣马丁勋章（英语：Order of the Liberator General San Martín）（阿根廷，1998年12月2日）
- 哈利法勳章（捷克语：Řád al-Chalífy）頸飾（巴林）
- 大十字級利奧波德勳章（比利時）
- 總統勳章（捷克语：Prezidentský řád）（波札那）
- 大十字級南十字勳章（英语：Order of the Southern Cross）（巴西）
- 壹級白獅勳章頸飾（捷克）
- 大象勳章（丹麦，1953年8月8日[2]）
- 尼羅河勳章（英语：Order of the Nile）（埃及）
- 圣母玛利亚之地十字勋章颈饰（英语：Order of the Cross of Terra Mariana）（爱沙尼亚，2007年5月22日批准，2007年5月24日颁发[3]）
- 所羅門勳章（英语：Order of Solomon）（衣索比亞帝國）
- 菲律賓功勳勳章（英语：Philippine Legion of Honor）總司令勳位（菲律賓，2002年12月3日）
- 錫卡圖納大十字勳章（菲律賓，1962年11月10日）[4]
- 拉坎杜拉勳章（菲律賓，2015年6月3日）[5]
- 大十字級芬蘭白玫瑰勳章（芬蘭，1986年）[6]
- 大十字級法國榮譽軍團勳章（法國）
- 冈比亚共和国勋章（俄语：Орден Республики Гамбия）（甘比亞）
- 大十字級功勳勳章（英语：Order of Merit (Chile)）（智利）
- 壹級印度尼西亞共和國之星勳章（英语：Star of the Republic of Indonesia）（印度尼西亞）
- 大十字級冰島獵鷹勳章（英语：Order of the Falcon）頸飾（冰島）
- 意大利共和国功绩骑士大十字勋章（意大利，1982年3月9日公布[7]）：意大利总统佩尔蒂尼于1982年3月9日至15日对日本进行国事访问[8]。
- 大十字級好望勛章（南非，1995年7月4日）[9]
- 侯賽因·本·阿里勳章（英语：Order of Al-Hussein bin Ali）（約旦）
- 南斯拉夫之星勳章（英语：Order of the Yugoslav Star）（前南斯拉夫）
- 大十字級柬埔寨王家勳章（柬埔寨）
- 大十字級英勇勳章（喀麥隆）
- 卡達獨立之鍊（捷克语：Řetěz nezávislosti）（卡達）
- 金鷹勳章（哈薩克，2008年5月30日）
- 肯亞金心勳章（英语：Order of the Golden Heart (Kenya)）（肯亞）
- 大十字級博亚卡勋章（英语：Order of Boyaca）（哥倫比亞）
- 穆巴拉克大帝勳章（科威特）
- 非洲之星綬章（英语：Order of the Star of Africa）（賴比瑞亞）
- 大十字級賴比瑞亞先驅勳章（英语：Order of the Pioneers of Liberia）（賴比瑞亞）
- 大十字級維陶塔斯大帝勳章頸飾（立陶宛，2007年5月22日）[10]
- 一等三星勋章颈饰（拉脱维亚，2007年3月15日批准，2007年5月25日于里加颁授[11]）
- 騎士級拿騷王朝金獅勳章（英语：Order of the Gold Lion of the House of Nassau）（盧森堡）
- 大十字級匈牙利功績勳章（英语：Hungarian Order of Merit）頸飾（匈牙利）
- 榮譽級皇家皇冠勳章（英语：Order of the Crown of the Realm）（馬來西亞，2012年）[12]
- 穆罕默德勳章頸飾（摩洛哥）
- 一等雄獅項環勳章（英语：Order of the Lion (Malawi)）（馬拉威）
- 大十字級馬里國家勳章（馬里）
- 阿茲特克之鷹勳章（英语：Order of the Aztec Eagle）（墨西哥）
- 聯邦十字勳章特等星十字級（德國）
- 強國勳章（英语：Order of Ojaswi Rajanya）（尼泊爾，1960年4月19日）[13]
- 比蘭德拉國王加冕勳章（尼泊爾，1975年2月24日）
- 聯邦共和國勳章（英语：Order of the Federal Republic）（奈及利亞）
- 大十字級荷蘭獅子勳章（英语：Order of the Netherlands Lion）（荷蘭）
- 圣奥拉夫大十字勋章（英语：Order of St. Olav）（挪威，1953年[14]）
- 圣奥拉夫大十字勋章附颈饰（英语：Order of St. Olav）（挪威，2001年7月1日[14]）
- 特級阿曼勳章（阿曼）
- 壹級巴基斯坦勳章（巴基斯坦）
- 曼努埃爾·阿馬都爾·格雷羅勳章（英语：Order of Manuel Amador Guerrero）頸飾（巴拿馬）
- 大十字級秘魯太陽鑽石勳章（秘魯）
- 大十字級象牙海岸國家勳章（象牙海岸）
- 白鷹騎士勳章（波蘭，2002年7月3日 ）由總統亞歷山大·克瓦希涅夫斯基授予，以表彰其“為波蘭和日本之間的合作發展所做出的卓越貢獻”[15]
- 圣雅各之剑勋章大颈饰（葡萄牙语：Ordem Militar de Sant'Iago da Espada）（葡萄牙，1993年12月2日公布[16]）
- 恩里克王子勋章大颈饰（葡萄牙语：Ordem do Infante D. Henrique）（葡萄牙，1998年5月12日公布[16])
- 奧地利共和國功績勳章（奧地利，1999年）[17]
- 大十字級救世主勳章
- 巴德爾勳章（沙烏地阿拉伯）
- 國家獅子勳章（塞內加爾）
- 聯邦勳章頸飾（阿聯酋）
- 嘉德騎士勳章（英國，1998年5月26日）[18]
- 大十字級皇家維多利亞榮譽騎士勳章（英國，1975年5月7日）[18]
- 伊莉莎白二世加冕勳章（英语：Queen Elizabeth II Coronation Medal）（英國，1953年6月2日）
- 卡洛斯三世大十字勋章（西班牙语：Orden de Carlos III）（西班牙，1972年1月20日批准[19]）：西班牙王子胡安·卡洛斯于1972年1月20日至26日出访日本。
- 卡洛斯三世勋章颈饰（西班牙语：Orden de Carlos III）（西班牙，1980年10月23日批准[20]）：西班牙国王胡安·卡洛斯一世于1980年10月27日至31日对日本进行国事访问[21]。
- 金羊毛勋章（西班牙，1985年2月26日批准[22]）：于1985年2月23日至3月9日出访西班牙等国。
- 皇家六翼天使勳章騎士頸飾級（瑞典，1952年9月30日）
- 王室友谊勋章（英语：Order of the Rajamitrabhorn）（泰國，1991年9月21日）[23]
- 騎士級扎克里皇室勋章（泰國，1963年5月27日）[24]
- 蒲美蓬·阿杜德即位60週年紀念勳章
- 壹級智者雅羅斯拉夫王子勳章（英语：Order of Prince Yaroslav the Wise）（烏克蘭，2011年1月12日）由維克托·亞努科維奇總統授予“對加強烏日雙邊關係的非凡個人貢獻”[25]
- 大十字級國家豹紋勳章（薩伊）